# Општина Ногалес (Сонора)
Ногалес (шп. Nogales) општина је у Мексику у савезној држави Сонора. Општина се налази на надморској висини од 1199 м.

## Становништво
Према подацима из 2010. у општини је живело 220292 становника.

### Хронологија
| Година       | 2000                   | 2005                   | 2010                     |
| ------------ | ---------------------- | ---------------------- | ------------------------ |
| Становништво | 159787 (81421 / 78366) | 193517 (97456 / 96061) | 220292 (111295 / 108997) |

### Попис
| \| \| м \| \| \| ж \| \| 0—2 \| 7.207 \| \| \| 6.916 \| \| 3—5 \| 7.478 \| \| \| 7.376 \| \| 6—11 \| 14.667 \| \| \| 14.086 \| \| 12—14 \| 6.730 \| \| \| 6.397 \| \| 15—17 \| 6.034 \| \| \| 6.210 \| \| 18—24 \| 12.948 \| \| \| 12.581 \| \| 60+ \| 4.996 \| \| \| 5.944 \| \| Просек : \| 27,6 \| \| \| 27,9 \| |        |  |  |        |
| |        |  |  |        |
| | м      |  |  | ж      |
| 0—2 | 7.207  |  |  | 6.916  |
| 3—5 | 7.478  |  |  | 7.376  |
| 6—11 | 14.667 |  |  | 14.086 |
| 12—14 | 6.730  |  |  | 6.397  |
| 15—17 | 6.034  |  |  | 6.210  |
| 18—24 | 12.948 |  |  | 12.581 |
| 60+ | 4.996  |  |  | 5.944  |
| Просек : | 27,6   |  |  | 27,9   |

| #   | Индикатор                                                                                        | Вредност |
| --- | ------------------------------------------------------------------------------------------------ | -------- |
| 1   | Становништво од 0 до 2 године                                                                    | 14123    |
| 2   | Мушко становништво од 0 до 2 године                                                              | 7207     |
| 3   | Женско становништво од 0 до 2 године                                                             | 6916     |
| 4   | Становништво са 3 и више година                                                                  | 202443   |
| 5   | Мушко становништво са 3 и више година                                                            | 102213   |
| 6   | Женско становништво са 3 и више година                                                           | 100230   |
| 7   | Становништво са 5 и више година                                                                  | 192389   |
| 8   | Мушко становништво са 5 и више година                                                            | 97140    |
| 9   | Женско становништво са 5 и више година                                                           | 95249    |
| 10  | Становништво са 12 и више година                                                                 | 158836   |
| 11  | Мушко становништво са 12 и више година                                                           | 80068    |
| 12  | Женско становништво са 12 и више година                                                          | 78768    |
| 13  | Становништво са 15 и више година                                                                 | 145709   |
| 14  | Мушко становништво са 15 и више година                                                           | 73338    |
| 15  | Женско становништво са 15 и више година                                                          | 72371    |
| 16  | Становништво са 18 и више година                                                                 | 133465   |
| 17  | Мушко становништво са 18 и више година                                                           | 67304    |
| 18  | Женско становништво са 18 и више година                                                          | 66161    |
| 19  | Становништво од 3 до 5 година                                                                    | 14854    |
| 20  | Мушко становништво од 3 до 5 година                                                              | 7478     |
| 21  | Женско становништво од 3 до 5 година                                                             | 7376     |
| 22  | Становништво од 6 до 11 година                                                                   | 28753    |
| 23  | Мушко становништво од 6 до 11 година                                                             | 14667    |
| 24  | Женско становништво од 6 до 11 година                                                            | 14086    |
| 25  | Становништво од 8 до 14 година                                                                   | 32264    |
| 26  | Мушко становништво од 8 до 14 година                                                             | 16552    |
| 27  | Женско становништво од 8 до 14 година                                                            | 15712    |
| 28  | Становништво од 12 до 14 година                                                                  | 13127    |
| 29  | Мушко становништво од 12 до 14 година                                                            | 6730     |
| 30  | Женско становништво од 12 до 14 година                                                           | 6397     |
| 31  | Становништво од 15 до 17 година                                                                  | 12244    |
| 32  | Мушко становништво од 15 до 17 година                                                            | 6034     |
| 33  | Женско становништво од 15 до 17 година                                                           | 6210     |
| 34  | Становништво од 18 до 24 године                                                                  | 25529    |
| 35  | Мушко становништво од 18 до 24 године                                                            | 12948    |
| 36  | Женско становништво од 18 до 24 године                                                           | 12581    |
| 37  | Женско становништво од 15 до 49 година                                                           | 59151    |
| 38  | Становништво са 60 и више година                                                                 | 10940    |
| 39  | Мушко становништво са 60 и више година                                                           | 4996     |
| 40  | Женско становништво са 60 и више година                                                          | 5944     |
| 41  | Однос између мушкараца и жена                                                                    | 102.11   |
| 42  | Становништво од нуле до 14 година                                                                | 70857    |
| 43  | Становништво од 15 до 64 године                                                                  | 138834   |
| 44  | Становништво од 65 година и више                                                                 | 6875     |
| 45  | Просечан број деце                                                                               | 2.16     |
| 46  | Становништво рођено у ентитету                                                                   | 147838   |
| 47  | Мушко становништво рођено у ентитету                                                             | 74363    |
| 48  | Женско становништво рођено у ентитету                                                            | 73475    |
| 49  | Становништво рођено у другом ентитету                                                            | 60256    |
| 50  | Мушко становништво рођено у другом ентитету                                                      | 30732    |
| 51  | Женско становништво рођено у другом ентитету                                                     | 29524    |
| 52  | Становништво од 5 година и више резидентно у ентитету у јуну 2005. године                        | 175824   |
| 53  | Мушко становништво старосног доба од 5 година и више, резидентно у ентитету у јуну 2005. године  | 87956    |
| 54  | Женско становништво старосног доба од 5 и више година, резидентно у ентитету у јуну 2005. године | 87868    |
| 55  | Становништво од 5 година и више које је живело у другом ентитету у јуну 2005. године             | 10046    |
| 56  | Мушко становништво старије од 5 година које је живело у другом ентитету у јуну 2005. године      | 5310     |
| 57  | Женско становништво старије од 5 година које је живело у другом ентитету у јуну 2005. године     | 4736     |
| 58  | Становништво од 3 године и више које говори аутохтони језик                                      | 1849     |
| 59  | Мушко становништво старо 3 године и више које говори аутохтони језик                             | 1115     |
| 60  | Женско становништво старо 3 године и више које говори аутохтони језик                            | 734      |
| 61  | Становништво од 3 године и више које говори аутохтони језик и не говори шпански језик            | 6        |
| 62  | Мушко становништво старо 3 године и више које говори аутохтони језик и не говори шпански         | 4        |
| 63  | Женско становништво старо 3 године и више које говори аутохтони језик и не говори шпански језик  | 2        |
| 64  | Становништво старо 3 године и више које говори аутохтони језик и шпански                         | 1494     |
| 65  | Мушко становништво старо 3 године и више које говори аутохтони језик и шпански                   | 916      |
| 66  | Женско становништво старо 3 године и више које говори аутохтони језик и шпански                  | 578      |
| 67  | Становништво од 5 година и више које говори аутохтони језик                                      | 1825     |
| 68  | Становништво од 5 година и више које говори аутохтони језик и не говори шпански језик            | 4        |
| 69  | Становништво од 5 година и више које говори аутохтони језик и говори шпански језик               | 1488     |
| 70  | Становништво у домородачким домаћинствима                                                        | 4580     |
| 71  | Становништво са ограничењима у активностима                                                      | 10677    |
| 72  | Становништво са ограниченим ходањем или кретањем, горе или доле                                  | 4027     |
| 73  | Становници са ограничењима вида, чак и уз кориштење сочива                                       | 5796     |
| 74  | Становништво са ограничењима говора, комуникације или конверзације                               | 742      |
| 75  | Становништво са ограниченим слухом                                                               | 734      |
| 76  | Становништво са ограничењима при одевању, купању или јелу                                        | 423      |
| 77  | Становништво са ограничењима у опажању или учењу једноставних ствари                             | 527      |
| 78  | Становништво са менталним ограничењима                                                           | 691      |
| 79  | Становништво без ограничења активности                                                           | 204795   |
| 80  | Становништво од 3 до 5 година које не похађа школу                                               | 9594     |
| 81  | Мушко становништво од 3 до 5 година које не похађа школу                                         | 4873     |
| 82  | Женско становништво од 3 до 5 година које не похађа школу                                        | 4721     |
| 83  | Становништво од 6 до 11 година које не похађа школу                                              | 640      |
| 84  | Мушко становништво од 6 до 11 година које не похађа школу                                        | 344      |
| 85  | Женско становништво од 6 до 11 година које не похађа школу                                       | 296      |
| 86  | Становништво од 12 до 14 година које не похађа школу                                             | 631      |
| 87  | Мушко становништво од 12 до 14 година које не похађа школу                                       | 362      |
| 88  | Женско становништво од 12 до 14 година које не похађа школу                                      | 269      |
| 89  | Становништво од 15 до 17 година похађа школу                                                     | 9016     |
| 90  | Мушко становништво од 15 до 17 година похађа школу                                               | 4496     |
| 91  | Женско становништво између 15 и 17 година живота у школи                                         | 4520     |
| 92  | Становништво од 18 до 24 године похађа школу                                                     | 6785     |
| 93  | Мушко становништво од 18 до 24 године похађа школу                                               | 3659     |
| 94  | Женско становништво од 18 до 24 године похађа школу                                              | 3126     |
| 95  | Становништво од 8 до 14 година које не може да чита и пише                                       | 596      |
| 96  | Мушко становништво старосног доба од 8 до 14 година које не може да чита и пише                  | 378      |
| 97  | Женско становништво старосног доби од 8 до 14 година које не може да чита и пише                 | 218      |
| 98  | Становништво од 15 година и више које је неписмено                                               | 2231     |
| 99  | Мушко становништво од 15 година и више које је неписмено                                         | 1040     |
| 100 | Женско становништво од 15 година и више које је неписмено                                        | 1191     |
| 101 | Становништво старо 15 и више година без школовања                                                | 3286     |
| 102 | Мушко становништво старо 15 и више година без школовања                                          | 1570     |
| 103 | Женско становништво старо 15 и више година без школовања                                         | 1716     |
| 104 | Становништво старосног доба 15 и више година са непотпуним основним образовањем                  | 9372     |
| 105 | Мушко становништво старосног доба од 15 година и више са непотпуном основним образовањем         | 4759     |
| 106 | Женско становништво старосног доба 15 и више година са непотпуном основним образовањем           | 4613     |
| 107 | Становништво старо 15 и више година са комплетним основним образовањем                           | 17851    |
| 108 | Мушко становништво старо 15 година и више са комплетним основним образовањем                     | 8674     |
| 109 | Женско становништво старо 15 и више година са комплетним основним образовањем                    | 9177     |
| 110 | Становништво старосног доба 15 и више година са непотпуним средњим образовањем                   | 9601     |
| 111 | Мушко становништво старосног доба од 15 година и више са непотпуним средњим образовањем          | 5258     |
| 112 | Женско становништво старосног доба од 15 година и више са непотпуним средњим образовањем         | 4343     |
| 113 | Становништво старо 15 и више година са пуним секундарном образовањем                             | 43848    |
| 114 | Мушко становништво старосног доба од 15 година и више са пуним секундарном образовањем           | 21693    |
| 115 | Женско становништво старосног доба од 15 година и више са пуним секундарном образовањем          | 22155    |
| 116 | Становништво старије од 18 година са постосновним образовањем                                    | 55653    |
| 117 | Мушко становништво старије од 18 година са постосновним образовањем                              | 28615    |
| 118 | Женско становништво старије од 18 година са постосновним образовањем                             | 27038    |
| 119 | Просечна оцена школовања                                                                         | 9.67     |
| 120 | Просечан ниво образовања мушке популације                                                        | 9.74     |
| 121 | Просечан ниво образовања женског становништва                                                    | 9.6      |
| 122 | Економски активно становништво                                                                   | 94822    |
| 123 | Економски активна мушка популација                                                               | 60411    |
| 124 | Економски активна женска популација                                                              | 34411    |
| 125 | Становништво које није економски активно                                                         | 63291    |
| 126 | Мушко становништво које није економски активно                                                   | 19249    |
| 127 | Женско становништво које није економски активно                                                  | 44042    |
| 128 | Запослено становништво                                                                           | 89467    |
| 129 | Запослено мушко становништво                                                                     | 56347    |
| 130 | Запослено женско становништво                                                                    | 33120    |
| 131 | Незапослена популација                                                                           | 5355     |
| 132 | Незапослена мушка популација                                                                     | 4064     |
| 133 | Незапослена женска популација                                                                    | 1291     |
| 134 | Становништво без права на здравствене услуге                                                     | 58438    |
| 135 | Становништво које има право на здравствене услуге                                                | 157554   |
| 136 | Становништво које има право на ИМСС                                                              | 121183   |
| 137 | Становништво које има право на социјално осигурање                                               | 10177    |
| 138 | Становништво које има право на државно социјално осигурање                                       | 4387     |
| 139 | Становништво које има право на опште осигурање или здравствено осигурање за нову генерацију      | 16793    |
| 140 | Становништво које је било једном или није било у браку током 12 година и више                    | 53531    |
| 141 | Венчано или уједињено становништво од 12 година и више                                           | 88187    |
| 142 | Становништво које је било у браку или уједињено 12 година и више                                 | 16580    |
| 143 | Становништво са католичком религијом                                                             | 167503   |
| 144 | Протестанти, еванђелисти и библијски следбеници различити од еванђелиста                         | 29289    |
| 145 | Становништво са другим религијама различитим од претходних                                       | 94       |
| 146 | Становништво без религије                                                                        | 18065    |
| 147 | Укупно пописаних домаћинства                                                                     | 56442    |
| 148 | Пописна домаћинства на челу са мушкарцима                                                        | 40429    |
| 149 | Пописна домаћинства на челу са женама                                                            | 16013    |
| 150 | Становништво у пописним домаћинствима                                                            | 213405   |
| 151 | Становништво у пописним домаћинствима на челу са мушкарцима                                      | 156712   |
| 152 | Становништво у пописним домаћинствима на челу са женама                                          | 56693    |
| 153 | Укупно домаћинстава                                                                              | 72551    |
| 154 | Укупно насељених домаћинстава                                                                    | 57672    |
| 155 | Укупно приватних кућа                                                                            | 71321    |
| 156 | Насељени приватни домови                                                                         | 56442    |
| 157 | Укупно насељених приватних кућа                                                                  | 57647    |
| 158 | Ненасељене приватне куће                                                                         | 12707    |
| 159 | Појединачна домаћинства за привремену употребу                                                   | 2172     |
| 160 | Становници у насељеним приватним кућама                                                          | 213405   |
| 161 | Насељеност станара у приватним становима                                                         | 3.78     |
| 162 | Просечно становника по соби у приватним насељеним домаћинствима                                  | 1.06     |
| 163 | Појединачна домаћинства са подовима од различитих материјала од земље                            | 53942    |
| 164 | Појединачна домаћинства у приземљу                                                               | 2087     |
| 165 | Појединачна домаћинства са једном спаваћом собом                                                 | 16184    |
| 166 | Појединачна домаћинства са две спаваће собе и више                                               | 39981    |
| 167 | Појединачна домаћинства са једним собом                                                          | 3315     |
| 168 | Појединачна домаћинства са две собе                                                              | 8315     |
| 169 | Појединачна домаћинства са 3 собе и више                                                         | 44487    |
| 170 | Појединачна домаћинства која имају електрично светло                                             | 55479    |
| 171 | Појединачна домаћинства која немају електрично светло                                            | 762      |
| 172 | Појединачна домаћинства која имају водоводну воду у стамбеном простору                           | 44933    |
| 173 | Појединачна домаћинства која немају водоводну воду у стамбеном простору                          | 11220    |
| 174 | Појединачна домаћинства која имају тоалет                                                        | 55614    |
| 175 | Појединачна домаћинства која имају канализацију                                                  | 54710    |
| 176 | Појединачна домаћинства која немају канализацију                                                 | 1398     |
| 177 | Појединачна домаћинства која имају електрично светло, довод воде из јавне мреже и канализацију   | 44606    |
| 178 | Појединачна домаћинства без икаквих услова                                                       | 276      |
| 179 | Појединачна домаћинства која имају радио                                                         | 46488    |
| 180 | Појединачна домаћинства која имају телевизор                                                     | 54681    |
| 181 | Појединачна домаћинства која имају фрижидер                                                      | 52743    |
| 182 | Појединачна домаћинства која имају машину за веш                                                 | 45318    |
| 183 | Појединачна домаћинства која имају аутомобил или комби                                           | 36415    |
| 184 | Појединачна домаћинства која имају рачунар                                                       | 22517    |
| 185 | Појединачна домаћинства која имају фиксну телефонску линију                                      | 21791    |
| 186 | Појединачна домаћинства која имају мобилни телефон                                               | 48999    |
| 187 | Појединачна домаћинства која имају приступ интернету                                             | 16271    |